# Onuris spegazziniana
Onuris spegazziniana là một loài thực vật có hoa trong họ Cải. Loài này được Gilg & Muschler mô tả khoa học đầu tiên.